# Barbara Bürkle
Barbara Bürkle  (* 1979 in Böblingen) ist eine deutsche Jazzsängerin.

## Wirken
Bürkle studierte zwischen 1999 und 2003 Jazz- und Popularmusik mit dem Hauptfach Gesang an der Hochschule für Musik und Darstellende Kunst Mannheim. Bereits während des Studiums war sie international mit der Gruppe  Groove Connection und dem Landesjugendjazzorchester Baden-Württemberg auf Tournee. Anschließend war sie im Bundesjazzorchester unter Leitung von Peter Herbolzheimer, mit dem sie durch 2004 durch Namibia und Südafrika tourte. 2005 gründete sie mit Tanja Pannier, Juan Garcia und Tobias Christl das A-Cappella-Quartett Klangbezirk.
2010 veröffentlichte sie mit ihrem 2007 gegründeten Quintett ihr Debütalbum Everything Allowed. Daneben war sie in zahlreichen weiteren Projekten tätig, etwa in der Frédéric Rabold Crew (Stuttgart 21-Suite), dem Crossover-Trio Batist und im Duo mit Thilo Wagner. Auch tritt sie in ihrem Quoten-Quartett mit Gee Hye Lee (Piano), Lindy Huppertsberg (Bass) und Mareike Wiening (Schlagzeug) auf.
An der Evangelischen Hochschule für Kirchenmusik Tübingen unterrichtet Barbara Bürkle Jazz- und Popgesang.

## Preise und Auszeichnungen
Bürkle erhielt mit ihren Kollegen von Klangbezirk den Ward Swingle Award in Gold (Kategorie Jazz) und Silber (Kategorie Pop) bei Vokal Total in Graz. Mit dieser Gruppe gewann sie weitere internationale Preise, etwa in Taiwan und in Finnland. Als Solistin gewann sie 2008 den renommierten Wettbewerb Voices Now in Brüssel. Zudem war sie 2009 Semifinalistin bei der Shure Montreux Jazz Competition und 2010 beim Thelonious-Monk-Wettbewerb.

## Diskographische Hinweise
- Joe Fagan Quartet featuring Barbara Bürkle My Foolish Heart (Chaos, 2007)
- Bassface Swing Trio featuring Barbara Bürkle A Tribute to Cole Porter (Stockfisch, 2008)
- Look for the Silver Lining (Neuklang 2013)
- Everything Allowed (Neuklang 2013)
- Swingin’ Woods A Tribute to Nat King Cole (Mochermusic 2015, mit Thilo Wagner, Lorenzo Petrocca, Jens Loh)
- My Favourite Things (Neuklang 2015, mit Alexander Kuhn, Andreas Francke, Dirk Wochner, Gee Hye Lee, Jens Loh, Steffen Hollenweger, Daniel Mudrack, Uli Schiffelholz)